# Mesembryanthemum rapaceum
Mesembryanthemum rapaceum är en isörtsväxtart som beskrevs av Nikolaus Joseph von Jacquin. Mesembryanthemum rapaceum ingår i Isörtssläktet som ingår i familjen isörtsväxter. Inga underarter finns listade i Catalogue of Life.